# 朝鲜民主主义人民共和国内阁
朝鲜民主主义人民共和国内阁（朝鲜语：／ Choseonminjujuuiinminkonghuaguk Naegak）是朝鲜民主主义人民共和国政府的行政机关和一般国家管理机构。内阁的机关报是《民主朝鮮》 。

## 历史

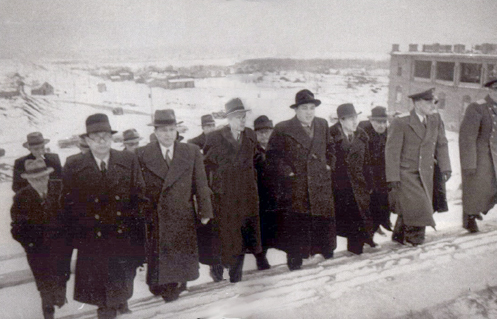
以金日成为首的朝鲜内阁成员于1949年访问莫斯科

1948年朝鲜宪法中，行政权被握在由金日成亲任首相的内阁中。
1972年宪法设立了领导行政部门的朝鲜国家主席职务，内阁分为中央人民委员会和政务院两部分。中央人民委员会在朝鲜政府和朝鲜劳动党之间设立了最高等级的透明联系，并事实上成为了超级内阁。根据1972年宪法，中央人民委员会行使制定国家内外政策、指导行政机关和道级人民委员会的工作、监督宪法、法律和法令的执行等多项职权。最高人民会议，设立或撤销各部委、行政会议执行机构，任免内阁副总理、相和行政机关其他成员，并宣布战争状态，在紧急情况下发布动员令。第一百零四条赋予中央人民委员会通过法令、决定和发布指示的权力。
国防委员会原为中央人民委员会的下辖的委员会。中央人民委员会的正式职权包罗万象，由国家主席行使。其职责包括制定对内/对外政策，指导国务委员会及其地方机关的工作，指导司法，确保宪法和其他法律的实施，任免副总理和内阁成员，设立或变更行政区划或其边境，批准或废止与外国签订的条约。中央人民委员会还可以发布法令、决定和指示。政务院以中央人民委员会为指导，由总理领导，包括副总理、部长、委员会主席和其他中央机构的内阁级成员。它负责制定国家经济发展计划和实施措施，编制国家预算，以及处理其他货币和财政事务。
1982年，人民武力部（今国防省）、社會安全部和国家监察委员会的人事安排直接由总理管理。

1990年，根据中央人民委员会的决定，国防委员会脱离中央人民委员会，1992年宪法修正案将其改为最高人民会议下辖机构。1998年修宪废除中央人民委员会和政务院，复设内阁。至此，内阁总揽朝鲜最高行政执法和国家管理的职能。1999年1月，金正日在演说中强调内阁的扩展作用：
“党组织和党的干部不应介入行政事物。党应该帮助内阁对所有经济事务负责。去年我们重建一个新的政府制度，内阁应该管理经济...没有组织单位能在没有咨询内阁的情况下处理经济问题。”

## 选择
内阁由朝鲜一院制议会最高人民会议任命并负责。最高人民会议选举朝鲜总理，任命三名副总理和内阁部长。内阁的所有成员都是朝鲜劳动党党员，朝鲜劳动党自朝鲜民主主义人民共和国于1948年成立以来统治该国至今。最高人民会议闭会期间，内阁对最高人民会议常务委员会负责。
截至2000年，约二百六十人担任内阁各部门的相，其中有六名女性：許貞淑（文化宣傳相、司法相）、朴正愛（农业相）、Yi Yang-suk（商业相、纖維製纸工业相）、朴永信（文化相）、Yi Ho-hyok（食料日用工业相）和Yu Gi-jong（财政相）。

## 权责
内阁作为朝鲜国家的行政机关，在朝鲜劳动党的指导下，负责实施国的经济政策。国防和安全事务由国务委员会负责，而非内阁。因此，朝鲜人民军、社会安全省和国家保卫省等安全机构直属并负责于国务委员会，国务委员会委员长全权担任朝鲜党和国家领导人和最高司令官的所有军队。内阁召开全体会议和行政会议。全体会议由所有内阁成员组成，而常务会议是一个主席团，成员较少，包括总理、副总理和总理提名的其他内阁成员。内阁形式以决定和指令的形式行事。《宪法》授权内阁履行如下职责：
- 采取措施执行国家政策。
- 根据宪法和部级法律制定修订有关国家管理的规定。
- 指导内阁委员会、各部、直属部、内阁下属机构和地方人民委员会的工作
- 设立和撤销直属部委、主要行政经济组织和企业，采取措施完善国家管理体制。
- 起草国民经济发展国家规划并采取措施实施。
- 编制国家预算并采取措施实施。
- 组织开展工业、农业、建筑、交通、通讯、商业、贸易、土地管理、城市管理、教育、科学、文化、卫生、体育、劳动管理、环境保护、旅游等领域的工作。
- 采取措施加强货币和银行体系。
- 做好检查控制工作，建立国家管理秩序。
- 采取措施维护社会秩序，保护国家和集体财产和利益，保障人权。
- 对外缔结条约，开展对外活动。
- 废除经济行政机关与其成员作出的决定、命令相抵触的决定和命令。

那些监督经济部门的内阁部委也控制着被称为“综合体”的工业组织。这些综合体由部分或全部国有工业设施组成，（如工厂、矿山或农场，具体取决于行业）。内阁监督各级地方人民委员会。

## 结构
截至2024年10月9日，朝鲜内阁成员如下：
| 人名   | 政党                                          | 政党       | 职务           |
| ------ | --------------------------------------------- | ---------- | -------------- |
| 金德训 |                                               | 朝鲜劳动党 | - 总理         |
| 朴正根 | - 副总理 - 国家计划委员会委员长               | 朝鲜劳动党 |                |
| 全賢哲 | - 副总理                                      | 朝鲜劳动党 |                |
| 金成龍 | - 副总理                                      | 朝鲜劳动党 |                |
| 李成鶴 | - 副总理                                      | 朝鲜劳动党 |                |
| 朴勛   | - 副总理                                      | 朝鲜劳动党 |                |
| 朱哲奎 | - 副总理 - 农业委员会委员长                   | 朝鲜劳动党 |                |
| 金金哲 | - 秘书长                                      | 朝鲜劳动党 |                |
| 崔善姬 | - 外务相                                      | 朝鲜劳动党 |                |
| 努光鐵 | - 國防相                                      | 朝鲜劳动党 |                |
| 金有日 | - 电力工业相                                  | 朝鲜劳动党 |                |
| 宗學哲 | - 煤炭工业相                                  | 朝鲜劳动党 |                |
| 金忠傑 | - 金屬工业相                                  | 朝鲜劳动党 |                |
| 馬宗善 | - 化学工业相                                  | 朝鲜劳动党 |                |
| 張春城 | - 铁道相                                      | 朝鲜劳动党 |                |
| 姜鍾寬 | - 陸海运相                                    | 朝鲜劳动党 |                |
| 金哲秀 | - 採取工业相                                  | 朝鲜劳动党 |                |
| 金忠誠 | - 国家资源開发相                              | 朝鲜劳动党 |                |
| 高吉善 | - 原油工业相                                  | 朝鲜劳动党 |                |
| 韓龍國 | - 林业相                                      | 朝鲜劳动党 |                |
| 金正南 | - 机械工业相                                  | 朝鲜劳动党 |                |
| 康鐵苟 | - 船舶工業相                                  | 朝鲜劳动党 |                |
| 黃昌旭 | - 原子能工業相                                | 朝鲜劳动党 |                |
| 金在成 | - 电子工業相                                  | 朝鲜劳动党 |                |
| 朱勇日 | - 遞信相                                      | 朝鲜劳动党 |                |
| 徐鐘   | - 建設建材工業相                              | 朝鲜劳动党 |                |
| 李萬壽 | - 国家建设監督相                              | 朝鲜劳动党 |                |
| 張經一 | - 轻工业相                                    | 朝鲜劳动党 |                |
| 趙永哲 | - 地方工業相                                  | 朝鲜劳动党 |                |
| 李钢鲜 |                                               |            | - 日用品工業相 |
| 宋春燮 |                                               | 朝鲜劳动党 | - 水產相       |
| 高正范 | - 财政相                                      | 朝鲜劳动党 |                |
| 陳錦松 | - 劳动相                                      | 朝鲜劳动党 |                |
| 尹正浩 | - 對外经济相                                  | 朝鲜劳动党 |                |
| 金成彬 | - 国家科學技術委员会委员长                    | 朝鲜劳动党 |                |
| 金勝哲 | - 科学院長                                    | 朝鲜劳动党 |                |
| 金京准 | - 國土環境保護相 - 国务委员会林业政策监管局長 | 朝鲜劳动党 |                |
| 任景裁 | - 都市經營相                                  | 朝鲜劳动党 |                |
| 文應洙 | - 收買糧政相                                  | 朝鲜劳动党 |                |
| 郭正準 | - 商业相                                      | 朝鲜劳动党 |                |
| 金勝斗 | - 教育委员会委员长                            | 朝鲜劳动党 |                |
| 金承灿 | - 金日成综合大学校长 - 高等教育相             | 朝鲜劳动党 |                |
| 崔京哲 | - 保健相                                      | 朝鲜劳动党 |                |
| 承正奎 | - 文化相                                      | 朝鲜劳动党 |                |
| 金日國 | - 体育相                                      | 朝鲜劳动党 |                |
| 蔡成學 | - 中央银行总裁                                | 朝鲜劳动党 |                |
| 李哲山 | - 中央统计局长                                | 朝鲜劳动党 |                |